# Nabdogo (Pibaoré)
Pour les articles homonymes, voir Nabdogo.
Ne doit pas être confondu avec Nabadogo.
Nabdogo est une localité située dans le département de Pibaoré de la province du Sanmatenga dans la région Centre-Nord au Burkina Faso.

## Éducation et santé
Le centre de soins le plus proche de Nabdogo est le centre de santé et de promotion sociale (CSPS) de Pibaoré tandis que le centre hospitalier régional (CHR) se trouve à Kaya.
Le village possède une école primaire publique.